# ЮМЗ Е186

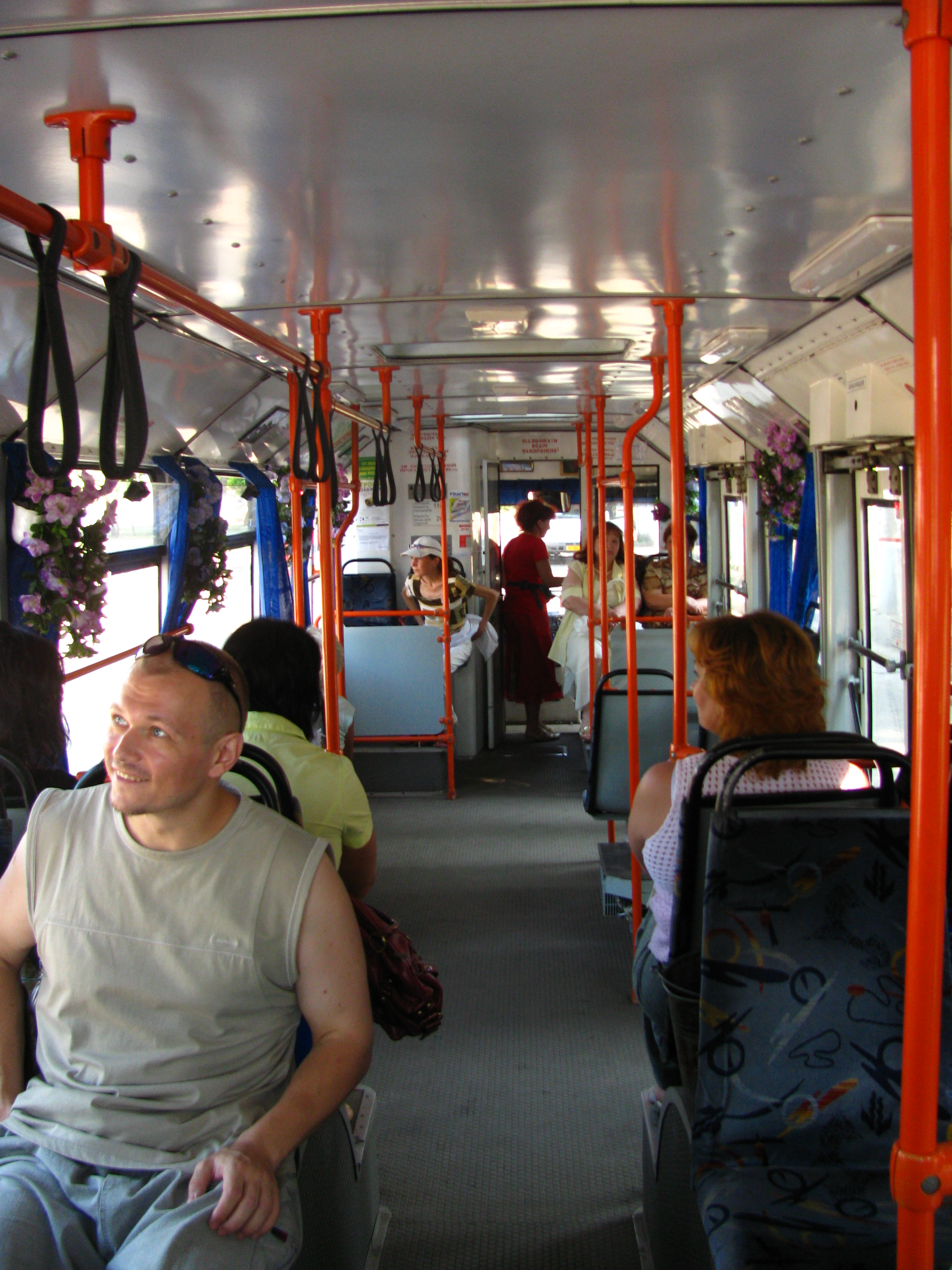
У салоні

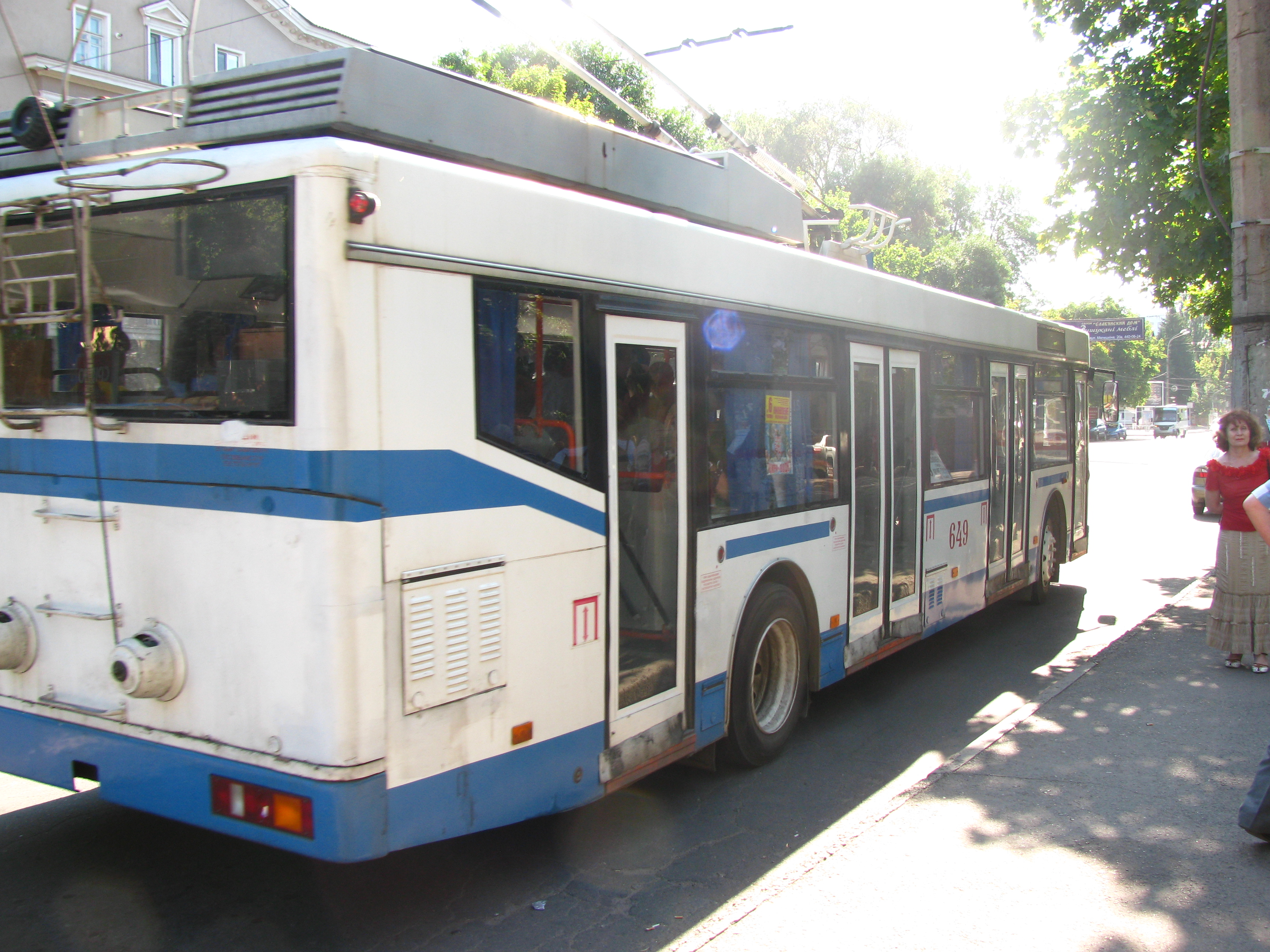
Вигляд ззаду

ЮМЗ Е186 — 11.6 метровий низькопідлоговий тролейбус, що вироблявся у Дніпропетровську, на Південному машинобудівному заводі у 2005-2006 роках. Всього випущено 11 тролейбусів такого типу.

## Модель

### Історія
ЮМЗ Е186 є наступником тролейбусів ЮМЗ-Т2 і ЮМЗ-Т2.09. Тролейбус ЮМЗ Е186 розроблено ДКБ «Південне» разом з ТОВ «Етон» на основі автобуса Тур-А181, що спроектований ВАТ «Укравтобуспром» в 1998 році. Виробництво і тести тролейбусів ЮМЗ Е186 розпочалося у Дніпрі на «Південмаші» наприкінці 2004 року. Замовлення таких моделей приходило з Києва. Перша дослідна машина виявилася «сирою» та завдавала як техобслуговуванню, так і водіям чимало клопотів. Через значні проблеми у конструкції, (які згодом були виправлені), Київ відмовився від поставок цих тролейбусів, зупинивши вибір на більш надійному і швидкісному тролейбусі Львівського виробництва — ЕлектроЛАЗ-183. Через відсутність замовлення, «Південмаш» повністю припинив виробництво ЮМЗ-Е186, і усього було зроблено 11 серійних моделей цього типу тролейбуса. З одинадцяти одна машина була випробувальною, сім було відправлено до Києва, два тролейбуси поповнило тролейбусний парк Кривого Рогу, а один потрапив до Полтави. Випробувальна машина зараз курсує під № 2541 у Дніпрі. Один з нинішніх криворізьких екземплярів (зараз № 648) деякий час працював у Миколаєві під № 3168, але виявився ненадійним і його відправили назад до заводу-виробника.

### Конструктивні особливості
- чотирьохдверний зварний кузов та низька підлога дають можливість швидкому входу/виходу пасажирів з салону
- можливість перевезення принаймні одного інваліда у візку, для цього побудовано відкидний пандус, що здатен витримати дорослу людину, також збудовано спеціальне сидіння.
- панорамне скло та склоочисники один-над-одним є новою рисою для тролейбусів ЮМЗ
- підвищена пасажиромісткість за рахунок низької підлоги та широкого салону
- тиристо-імпульсна система керування тяговим електроустаткуванням, що доволило зменшити витрату електроенергії до 100 Вточ/токм.
- плавний хід та початок руху
- шум від двигуна 78—80 Децибел у залежності від місця перебування
- 3 електронні маршрутовказівники
- середня швидкість пересування — 30 км/год

### Технічні характеристики

#### Загальні дані
| Модифікація      | ЮМЗ Е186                   |
| Призначення      | міський тролейбус          |
| Виробник         | «Південмаш»                |
| Проект           | кінець 2004 — початок 2005 |
| Роки виробництва | 2005                       |
| Екземпляри, шт   | 11                         |
| Подібні          | ЮМЗ-Т1, ЮМЗ-Т2, ЮМЗ-Т2.09  |

#### Габаритні розміри
| Довжина, мм                     | 11630 (без врахування тролеїв) 12500 (з виступаючими опущеними тролеями)                                               |
| Ширина, мм                      | 2500 (кузов) 3040 (по зовнішніх бокових дзеркалах)                                                                     |
| Висота, мм                      | 2680 (стеля) 3400 (враховуючи опущені тролеї)                                                                          |
| Колісна база, мм                | 6370 |
| Довжина переднього звісу, мм    | 2300 |
| Довжина заднього звісу, мм      | 3100 |
| Кут переднього звісу, °         | 8°20' |
| Кут заднього звісу, °           | 8°20' |
| Кліренс, мм                     | 125 (для непідресорсних елементів конструкції) 260 (для підресорсних) 125 (для елементів підкріплення мостів підвіски) |
| Колія коліс керівного мосту, мм | 2096 |
| Колія коліс ведучого моста, мм  | 1832 |
| Колісна формула                 | 4×2 |

#### Характеристики кузова
| Компонування                                            | вагонне |
| Висота підлоги у передній та середній частин кузова, см | 36      |
| Висота підлоги у задній частині кузова                  | 62      |
| Кнілінг кузова (підвищення), мм                         | 50      |
| Кнілінг кузова (зниження), мм                           | 60      |

#### Маси і навантаження
| Навантаження на передню вісь, кг | 6488  |
| Навантаження на задню вісь, кг   | 11759 |
| Споряджена маса, кг              | 10284 |
| Повна маса, кг                   | 18247 |

#### Салон
| Сидячих місць, шт            | 26                                                  |
| Повна пасажиромісткість, чол | 116                                                 |
| Зовнішній шум, Дб            | 80                                                  |
| Шум у салоні, Дб             | 80 (у пасажирському відділенні) 78 (у кабіні водія) |

#### Двигун
| Кількість двигунів                                     | 1                 |
| Назва двигуна                                          | ЕД 139А ДК 211 БМ |
| Потужність, кВт                                        | 130 170           |
| Підйом, що подолає тролейбус з повним завантаженням, % | 12                |
| Витрати енергії, Вточ/ткм                              | 100               |
| Система керування тяговим електроустаткуванням         | Імпульсна         |

#### Швидкісні характеристики
| Максимальна швидкість при повному завантаженні, км/год | 64    |
| Максимальна швидкість при порожньому салоні, км/год    | 70—75 |
| Розгін 0—40 км/год при повному завантаженні, сек.      | 9     |
| Розгін 0—60 км/год при повному заванатженні,сек.       | 12    |
| Розрахункова швидкість, км/год                         | 70    |

## Експлуатація в містах України
Станом на вересень 2020 року в експлуатації залишилися лише 4 діючих тролейбуса (в Дніпрі, Кривому Розі 2 — № 648, 649, які згодом пройшли капітально-відновлювальний ремонт та були перероблені на тролейбуси з автономним ходом з дизельно-генераторними установками , в Полтаві 1 — № 114), решта — виведені з експлуатації.
| Експлуатація у містах України станом на вересень 2020 року | Експлуатація у містах України станом на вересень 2020 року | Експлуатація у містах України станом на вересень 2020 року | Експлуатація у містах України станом на вересень 2020 року | Експлуатація у містах України станом на вересень 2020 року | Експлуатація у містах України станом на вересень 2020 року | Експлуатація у містах України станом на вересень 2020 року                                                                                             |
| Місто                                                      | Заводський номер                                           | Роки постачання                                            | Загальна кількість                                         | Усього робочих                                             | Бортові номери                                             | Примітки |
| ---------------------------------------------------------- | ---------------------------------------------------------- | ---------------------------------------------------------- | ---------------------------------------------------------- | ---------------------------------------------------------- | ---------------------------------------------------------- | --- |
| Дніпро                                                     | 1                                                          | 2003                                                       | 1                                                          | 1                                                          | 2541                                                       | Перший експериментальний тролейбус ЮМЗ Е186. Через проблеми з електронікою не працює з вересня 2008 року. Пройшов ВРМ, в кінці вересня вийшов на лінію |
| Київ                                                       | 2—7, 10                                                    | 2005—2006                                                  | 7                                                          | 0                                                          | 4801—4807                                                  | Виведені з експлуатації у вересні 2015 року. № 4801 — музейний                                                                                         |
| Кривий Ріг                                                 | 9, 11                                                      | 2006                                                       | 2                                                          | 2                                                          | 648, 649                                                   | До 2007 року експлуатувався в Миколаєві (№ 3168), переданий в Кривий Ріг (№ 648)                                                                       |
| Полтава                                                    | 8                                                          | 2006                                                       | 1                                                          | 1                                                          | 114                                                        | |
|                                                            |                                                            | Всього:                                                    | 11                                                         | 4                                                          |                                                            | |